# I miliardari
I miliardari è un film del 1956, diretto da Guido Malatesta.

## Trama
Milano. Due industriali combinano un matrimonio d'interesse tra i loro figli per risollevare le loro aziende. Ma Aldo s'innamora di una dattilografa ed Elsa prova un'attrazione per Marco, un pittore. Queste unioni sono contrastate dai severi padri, che licenziano la dattilografa e offrono denaro al pittore purché non frequenti più sua figlia. Mentre Aldo, disgustato dal comportamento paterno, fugge negli Stati Uniti, Elsa si accorge di aspettare un bambino dal pittore e lo dà alla luce. Il piccolo però si ammala subito e il padre, pentito della sua severità, fa chiamare un luminare per un consulto. Quando comunica che per guarire il neonato si necessita di un farmaco prodotto in America, si fa rientrare Aldo col medicinale. Lieto fine.

## Distribuzione
Il film, girato negli studi di Cinecittà, venne iscritto al Pubblico registro cinematografico con il n. 1.789. Presentato alla Commissione di Revisione Cinematografica il 1º ottobre 1956, ottenne il visto di censura n. 22.736 dell'8 ottobre 1956, con una lunghezza della pellicola di 2.450 metri. Ebbe la prima proiezione pubblica il 22 novembre 1956.